# Медаль ордена «За заслуги перед Отечеством»
Меда́ль о́рдена «За заслу́ги пе́ред Оте́чеством» — государственная награда Российской Федерации, высшая медаль в наградной системе Российской Федерации. Учреждена Указом Президента Российской Федерации от 2 марта 1994 года № 442. В дальнейшем в Положение о медали вносились неоднократные изменения.

## Положение о медали
Положение о медали ордена «За заслуги перед Отечеством» действует в редакции указа Президента Российской Федерации от 19 ноября 2021 года № 665 «О некоторых мерах по совершенствованию государственной наградной системы Российской Федерации».
1. Медалью ордена «За заслуги перед Отечеством» награждаются граждане:
за заслуги и отличия в различных отраслях промышленности, строительстве, науке, образовании, здравоохранении, культуре, на транспорте и в других областях трудовой деятельности;
за большой вклад в дело защиты Отечества, успехи в поддержании высокой боевой готовности центральных органов военного управления, объединений, соединений, воинских частей и организаций, входящих в виды и рода войск Вооружённых Сил Российской Федерации;
за укрепление законности и правопорядка, обеспечение государственной безопасности и иные заслуги перед государством.
2. Медаль ордена «За заслуги перед Отечеством» имеет две степени:
медаль ордена «За заслуги перед Отечеством» I степени;
медаль ордена «За заслуги перед Отечеством» II степени.
3. Высшей степенью медали ордена «За заслуги перед Отечеством» является I степень.
4. Награждение медалью ордена «За заслуги перед Отечеством» осуществляется последовательно, от низшей степени к высшей.
5. Военнослужащим за отличия в боевых действиях вручается медаль ордена «За заслуги перед Отечеством» с мечами.
51. Награждение медалью ордена «За заслуги перед Отечеством» с мечами может быть произведено посмертно.
6. Медаль ордена «За заслуги перед Отечеством» носится на левой стороне груди и располагается после знака отличия ордена Святого Георгия — Георгиевского креста. При наличии у награжденного медали I степени медаль II степени не носится, за исключением медалей с мечами.
61. Для особых случаев и возможного повседневного ношения предусматривается ношение миниатюрной копии медали ордена «За заслуги перед Отечеством», которая располагается после миниатюрной копии знака отличия ордена Святого Георгия — Георгиевского креста.
7. При ношении на форменной одежде ленты медали на планке она располагается после ленты знака отличия ордена Святого Георгия — Георгиевского креста.
Если награжденный медалью ордена «За заслуги перед Отечеством» имеет орден «За заслуги перед Отечеством», то носится только лента ордена, за исключением ленты медали ордена «За заслуги перед Отечеством» с мечами.

## Описание медали

Комплект медали ордена «За заслуги перед Отечеством» II степени с удостоверением

| Медаль ордена «За заслуги перед Отечеством» обр. 1994 года | Медаль ордена «За заслуги перед Отечеством» обр. 1994 года | Медаль ордена «За заслуги перед Отечеством» обр. 1994 года | Медаль ордена «За заслуги перед Отечеством» обр. 1994 года |
| I степени с мечами                                         | II степени с мечами                                        | I степени                                                  | II степени                                                 |
| ---------------------------------------------------------- | ---------------------------------------------------------- | ---------------------------------------------------------- | ---------------------------------------------------------- |
|                                                            |                                                            |                                                            |                                                            |
| Медаль ордена «За заслуги перед Отечеством» нового типа    |                                                            |                                                            |                                                            |
| I степени с мечами                                         | II степени с мечами                                        | I степени                                                  | II степени                                                 |
|                                                            |                                                            |                                                            |                                                            |
| Medal_for_Service_I.png                                    | Medal_for_Service_II.png                                   | Medal_for_Service_I.png                                    | Medal_for_Service_II.png                                   |

Автором рисунка медали является главный художник Санкт-Петербургского монетного двора народный художник Российской Федерации А. В. Бакланов.
Медаль ордена «За заслуги перед Отечеством» из серебра, имеет форму круга диаметром 32 мм с выпуклым бортиком с обеих сторон. На лицевой стороне — изображение знака ордена «За заслуги перед Отечеством». На оборотной стороне по окружности — девиз: «Польза, честь и слава». В центре — год учреждения медали — 1994. В нижней части — рельефное изображение лавровых ветвей и номер медали. 
Медаль I степени позолоченная.
Медаль при помощи ушка и кольца соединяется с пятиугольной колодкой, обтянутой шёлковой муаровой лентой красного цвета. Ширина ленты 24 мм.
К медалям ордена «За заслуги перед Отечеством», вручаемым военнослужащим за отличия в боевых действиях, к кольцу между колодкой и медалью присоединяются два перекрещивающихся меча. Длина каждого меча 28 мм, ширина — 3 мм.
При ношении одних лент без медалей используется обычная планка высотой 8 мм, ширина ленты 24 мм. Лента медали I степени имеет в центре жёлтую полоску шириной 1 мм, лента медали II степени — серую полоску шириной 1 мм.
Миниатюрная копия медали ордена «За заслуги перед Отечеством» носится на колодке. Диаметр миниатюрной копии медали — 16 мм.

## Двойные награждения
Биатлонистка Ольга Зайцева дважды награждена медалью ордена «За заслуги перед Отечеством» II степени и одной медалью ордена I степени.
- 17 января 2003 — за заслуги в развитии физической культуры и спорта[7].
- 22 февраля 2007 — за большой вклад в развитие физической культуры и спорта, высокие спортивные достижения[8].

Среди дважды награждённых медалью ордена «За заслуги перед Отечеством» II и I степеней также известен астрофизик Дмитрий Бисикало.
- 9 февраля 2012 — Медаль ордена «За заслуги перед Отечеством» II степени[9].
- 20 января 2022 — Медаль ордена «За заслуги перед Отечеством» I степени за вклад в развитие науки и добросовестную работу[10].

Предприниматель и государственный деятель Сергей Муратов дважды награждён медалью ордена II и I степеней.
- 2010 — Медаль ордена «За заслуги перед Отечеством» II степени за большие заслуги в области культуры, печати, телерадиовещания и многолетнюю плодотворную творческую деятельность[11].
- 2016 — Медаль ордена «За заслуги перед Отечеством» I степени[12].

Двойного награждения удостоен деятель образования, первый ректор Московского городского педагогического университета, Президент МГПУ Виктор Рябов.
Также сообщалось о двойном награждении миллиардера-предпринимателя и государственного деятеля Андрея Скоча.
- 14 ноября 1998 — Медаль ордена «За заслуги перед Отечеством» II степени за заслуги в области социальной реабилитации инвалидов, защиты их прав и интересов[17].
- 13 февраля 2003 — Медаль ордена «За заслуги перед Отечеством» I степени за достигнутые трудовые успехи и многолетнюю добросовестную работу[18].

## Галерея

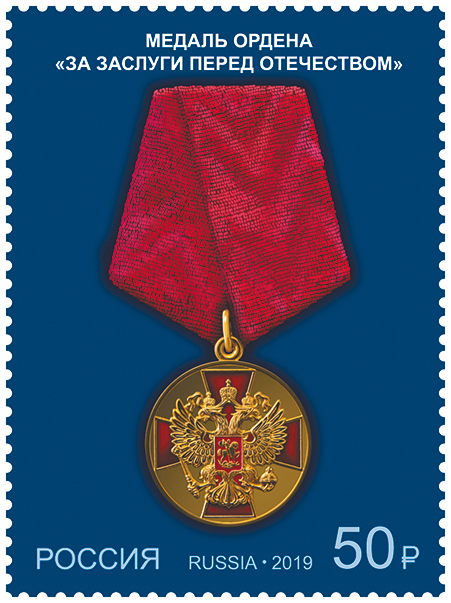
Почтовая марка России (2019 г.)
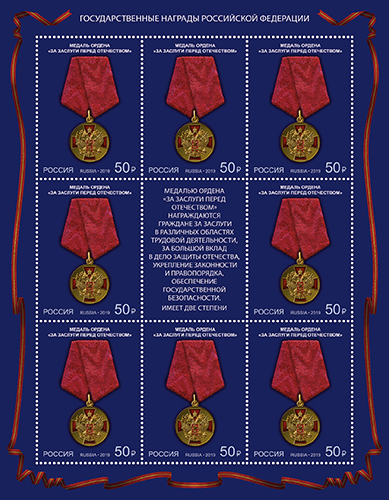
Лист «Медаль ордена “За заслуги перед Отечеством”»